# Actinotaenium elongatum
Actinotaenium elongatum  là một loài Song tinh tảo trong họ Desmidiaceae, thuộc chi Actinotaenium.